# Легренци, Джованни
Джованни Легренци (итал. Giovanni Legrenzi; 1626 год, Клузоне, республика Венеция — 27 мая 1690 года, Венеция, республика Венеция) — итальянский композитор и органист, сыгравший важную роль в развитии стиля барокко в музыке на севере Италии.

## Биография
Джованни Легренци родился в августе 1626 года в Клузоне, недалеко от Бергамо, в республике Венеция в семье скрипача Джованни Марии Легренци и Анджелы Рицци. Начальное музыкальное образование получил у отца. С 1639 по 1643 год обучался в Академии мариан в Бергамо, где его учителем был Джованни Баттиста Кривелли.
30 августа 1645 года был принят на место органиста в церковь Санта Мария Маджоре в Бергамо. Здесь познакомился с Маурицио Каццати. В 1651 году был рукоположен в сан священника, а в мае того же года избран в капелланы хора церкви, где служил органистом до 30 декабря 1654 года, когда был уволен по неизвестной причине, но восстановлен 23 февраля 1655 года.
В 1654—1656 годах Джованни Легренци опубликовал свои первые четыре сборника, два из которых содержали церковные песнопения для нескольких голосов — Опус I. «Церковные концерты» (итал. Concerti per uso di chiesa; издан в Венеции в 1654 году, с посвящением Карло Нембрини) и Опус III. «Гармония божественного почитания» (итал. Harmonia di affetti devoti; издан в Венеции в 1655 году, с посвящением Алессандро Фарнезе), а два других сборника содержали инструментальные сочинения — Опус II. «Сонаты для двух и трёх» (итал. Sonate a due e tre; издан в Венеции в 1655 году, c посвящением Джованни Карло Саворньяну) и Опус IV. «Церковные и камерные сонаты, концерты, былеты, алеманы и сарабанды для трёх: двух скрипок и виолончели» (итал. Sonate da chiesa, da camera, correnti, balletti, alemane e sarabande a tre, due violini e violone; издан в Венеции в 1656 году, с посвящением Георгу Вильгельму и Эрнесту Августу Брауншвейгским).
В конце 1656 года Джованни Легренци получил место капельмейстера в Академии Святого Духа в Ферраре. Это место композитор получил благодаря покровительству местной аристократии, в частности маркиза Корнелио Бентивольо. Некоторым своим покровителям, он посвятил ряд своих сборников. Так Опус V. «Псалмы для пяти: трёх голосов и двух скрипок» (итал. Salmi a cinque, tre voci e due violini; издан в Венеции в 1657 году) был посвящён кардиналу Карло Пио Савойскому, епископу Феррары, Опус VII. «Повечерие с литанией и антифонами Пресвятой Деве» (итал.  Compiete con lettanie e antifone della beata Vergine; издан в Венеции в 1662 году) был посвящён маркизу Ипполито Бентивольо. Хотя Опус VIII. «Сонаты для двух, трёх, пяти и шести» (итал. Sonate a due, tre, cinque e sei; издан в Венеции в 1663 году) и посвящён Георгу Вильгельму и Эрнесту Августу Брауншвейгским, сборник тесно связан с обществом Феррары, на что указывают названия, включённых в него, сочинений, представляющие собой фамилии аристократических родов Феррары.
В Ферраре Джованни Легренци дебютировал как оперный композитор. В 1662 году на сцене театра Сан Стефано состоялась премьера его первой оперы «Нин справедливый» (итал. Nino il giusto). Две следующие оперы композитора «Ахилл в Скиросе» (итал. Achille in Sciro) 1663 года и «Зенобия и Радамес» (итал. Zenobia e Radamisto) 1665 года были написаны им по либретто Ипполито Бентивольо и также поставлены в театре Сан Стефано.
В июле 1665 года, несмотря на рекомендации Карло II Гонзага-Невер, герцога Мантуи, Джованни Легренци не смог получить место вице-капельмейстера в капелле императорского двора в Вене. В 1668 году сам композитор отказался от места вице-капельмейстера в королевской капелле Людовика XIV, сославшись на проблемы со здоровьем. Он также отказался от предложения вернуться на работу в церковь Санта Мария Маджоре в Бергамо. Попытки получить место капельмейстера в капеллах при соборах Милана и Болоньи оказались тщетными.
В 1670 году композитор окончательно поселился в Венеции. В том же году он был принят на место преподавателя, а позднее капельмейстера в приют для бедных, или Оспедалетто. Среди его учеников были Микеланджело Гаспарини, Антонио Лотти, Антонино Биффи, Джованни Себенико, Томмазо Джованни Альбинони и Джованни Варискино. С 1671 года Джованни Легренци был также назначен капельмейстером местных ораториан в Санта Мария делла Фава. Для их собраний в Венеции композитор сочинил несколько ораторий. Некоторое время он с переменным успехом сотрудничал с капеллой собора Сан Марко, а 23 апреля 1685 года был назначен капельмейстером этого престижного учреждения и занимал этот пост до самой смерти.
Джованни Легренци умер в Венеции 27 мая 1690 года и был похоронен в оратории Санта Мария делла Фава.

## Творческое наследие
Творческое наследие композитора включает около 20 опер, 8 ораторий, многочисленные духовные и камерные сочинения. Темы Джованни Легренци использовали в своих сочинениях Иоганн Себастьян Бах и Георг Фридрих Гендель.